# Adeonella meridionalis
Adeonella meridionalis är en mossdjursart som beskrevs av Hayward 1988. Adeonella meridionalis ingår i släktet Adeonella och familjen Adeonellidae. Inga underarter finns listade i Catalogue of Life.